# Sassetta (comuna)
Sassetta es una comuna italiana en la región de Toscana, provincia de Livorno con 503 habitantes en 2017.

## Historia
El topónimo de esta comuna está documentado por vez primera en el año 1238 y deriva del latín saxum [piedra, peñasco] siendo sassetta un diminutivo en toscano, significando así: roca pequeña. La localidad de Sassetta y su ejido se encuentran en la región natural italiana de la Maremma [marisma], zona costera pantanosa que fue gravemente afectada por la malaria —paludismo—  hasta inicios de siglo xx, época en la cual comenzó a ser desecada. La zona está catalogada con un grado de seismicidad 4, es decir, irrelevante. Aunque el ISTAT señalaba una población de 540 habitantes en el año 2000, hacia el 31 de diciembre de 2001 se contaban 553 habitantes, sin embargo la tendencia desde la tercera década del siglo xx ha sido la del decrecimiento habiendo tenido un máximo de población en 1921, año en el cual se censaron 1421 habitantes.

## Evolución demográfica
| Gráfica de evolución demográfica de Sassetta entre 1861 y 2001 |
|                                                                |
| Fuente ISTAT - Elaboración gráfica por parte de Wikipedia      |

## Lugares de interés
Resulta interesante la vecina iglesia de San Andrés (Chiesa di Sant'Andrea) que, como otros muchos edificios eclesiales de la región mediterránea occidental reúne elementos románicos, góticos y renacentistas. 